# Comunidad de Teruel
La Comunidad de Teruel (in aragonese: Comunidá de Tergüel) è una delle 33 comarche dell'Aragona, con una popolazione di 43 273 abitanti; suo capoluogo è Teruel.
Amministrativamente fa parte della provincia di Teruel, che comprende 10 comarche.